# یواس‌آرسی هادسن (۱۸۹۳)
یواس‌آرسی هادسِن (به انگلیسی: USRC Hudson) یک کشتی بود که طول آن ۹۴ فوت ۶٫۲۵ اینچ (۲۸٫۸۱۰۰ متر) بود. این کشتی در سال ۱۸۹۳ ساخته شد.